# Jorge Trezeguet
Pour les articles homonymes, voir Trezeguet.
Jorge Ernesto Trezeguet (né le 13 mai 1951) est un footballeur argentin qui évoluait au poste de défenseur. Il est le père de David Trezeguet.

## Biographie
À la fin des années 1970, il est défenseur central au Club Atlético Estudiantes avant de rejoindre le Football Club de Rouen en 1976. Avec les Diables rouges il joue notamment la saison 1977/1978 en première division, saison pendant laquelle est né son fils David. Mais le FC Rouen, aussitôt promu, finit 20e, et il est rétrogradé l'année qui suit.
Il quitte Rouen en 1979 pour finir sa carrière dans un club de Buenos Aires, à Chacarita Juniors.
Il devient l'agent de son fils quand celui-ci se lance dans une carrière de footballeur professionnel.